# DN17B
DN17B este un drum național din România, care leagă Vatra Dornei de lacul Izvorul Muntelui, coborând pe valea Bistriței până la intersecția cu DN15 aflată în dreptul localității Roșeni.